# Jacob (Lost)
Jacob (Latin nyelv: Iacob) egy szereplő a Lost c. televíziós sorozatból. Gyerekként Kenton Duty, felnőttként Mark Pellegrino alakítja.

## Története
Jacob majd' kétezer évvel a Lost jelenbeli történései előtt került a Szigetre. Anyja neve Claudia volt, aki több emberrel egyszerre érkezett meg a szigetre, egy hajótörés következtében, terhesen. Két fiúgyermeket hozott a világra, ám a szülés után egy ismeretlen nevű nő áldozata lett, aki agyonütötte, s felnevelte helyette a két újszülöttet. Jacob és testvére (aki névtelen marad a sorozat alatt), megismerik a szigetet, és pótanyjuk intő szavát, aki az embereket rossz teremtményeknek állítja be előttük. Megismerik a Sziget szívében rejtező Forrást, ahol egy titokzatos erő lakozik, aminek hollétét mindenki kutatja már ősidők óta. Hogy mi ez az erő, honnan fakad, nem tudni. Anyjuk csak annyit árul el, hogy ez "Élet, Halál, Újjászületés", ezért kell megvédeni a szigetet, ezért oly különleges hely.
Jacob fivére egy nap halott édesanyjuk szellemével beszélve megtudja, hogyan kerültek a szigetre, s hogy édesanyjuk gyilkosság áldozata lett. Minden világos lesz számára, így elhagyja egyszerűen "Anyának" nevezett mostohaanyjukat és testvérét, hogy övéihez költözzön, az emberek közé, akikkel az anyja terhesen került a szigetre.
Harminc évvel később Jacob még mindig Anyával él, fivére az emberek közt. Jacob egy nap meglátogatja ikertestvérét, akitől megtudja, hogy el akar menni a Szigetről, és hogy megtalálta a módját: kutat ástak az energia forrásához a Sziget mélyén. Jacob elmondja ezt Anyának, aki azonnal meglátogatja mostohagyermekét a kút mélyén. Kiderül, hogy egy kerékkel vezérelhető szerkezet segítségével lehetséges lesz a kiút a Szigetről. Mikor ezt Anya megtudja, leüti Jacob fivérét, (vélhetőleg, nem kapunk pontos válaszokat ezen a téren) visszaássa a kutat, és megöli az embereket, akik között fia élt. Visszamegy Jacobhoz, és kijelöli utódjául, mondván, hogy lejár az ideje. Jacob kétségbe esetten próbálja visszautasítani a jelöltséget, de nincs más választása. Megissza a pohár bort, amivel jelképesen a Sziget védelmezőjévé szentelik.
Mikor az eszméletét vesztett öccse felébred, óriási haragra gerjed, és megöli Anyát. Jacob tűzifagyűjtésből tér vissza, és meglátja anyja holttestét, fivére kezében pedig a véres tőrt. Ütni kezdi a gyilkost, majd haragjában meg akarja büntetni. Anyja azzal a tanáccsal hagyta rá a Forrást, hogy soha ne menjen be a barlangjába, mert a halálnál is rosszabb dolog vár ott rá. Jacob beleveti testvérét a Forrásba. Kialszik a fény, s elszabadul Cerberus (a DHARMA Kezdeményezés, vagy a Többiek elnevezése), akit a Lost rajongók csak a "Füstszörny"-ként emlegetnek, és ami később felveszi öccse alakját, majd később John Locke-ét.
Jacob megtalálja öccse holttestét a Sziget patakjában. Anya mellé helyezi földi maradványait egy barlangban, ott hagyja örök emlékül azt a fekete-fehér kőpárt, ami egy régi fivérével játszott játék része volt. A holttesteket Jack, Kate, és Locke fedezik fel a barlangban az első évadban, Locke nevezi el őket "Ádám és Évának".
1867-ben egy hajótörött latin férfival találkozik, akit Ricardo-nak hívnak. Kiderül, hogy Cerberus hazugsággal butította el, és Jacob megölésére buzdította, nem létező jutalmakat ígérve. Jacob felnyitotta Ricardo szemeit. Elmondta neki, mi a Sziget: olyan, mint egy borospalack dugója, ahol a bor a gonoszság, az üveg pedig ami összefogja. A Sziget pedig az a dugó, ami benntartja a sötétséget, és megvédi a világot. Jacob elmondja, hogy ő hozta a Szigetre azt a hajót, a Fekete Szikát, amivel Ricardo rabszolgaként szenvedett hajótörést. Elmagyarázza, hogy azért hoz embereket a Szigetre, hogy bebizonyítsa Cerberusnak, hogy az emberek nem rosszak. Ricardo megkérdezi, hogy miért nem avatkozik közbe a történéséknek, ha emberek halnak meg. Jacob azt feleli, hogy az embernek magának kell rájönnie a jóra, különben értelmetlen lenne az egész. Ricardo értetlenül áll Jacob előtt: ha Jacob nem tesz semmit, Cerberus fog. Így ajánl munkát Jacob Ricardonak: legyen a közvetítő Jacob és az emberek közt, akik Jacobot követik (ők lesznek később a Többiek). Cserébe a munkáért fizetséget ad Ricardonak: örök életet. Innentől hívjuk Ricardo-t Richard Alpertnek, (a Többiek közt Ricardus [lat. "Tanulj latinul! A latin a felvilágosultak nyelve." Többiek első szabálya]), aki a Lost 6 évada alatt az egyik legrejtélyesebb szereplőnek számít.
Jacob Szigeten kívüli tevékenysége 1976–2007 között zajlik, mikor már tudja, hogy hamarosan neki is utódra lesz szüksége, aki majd védi utána a Szigetet, így kijelöl pár embert, akiket megkeres ezalatt az idő alatt, és megérinti őket. Ezáltal a jelképes érintés által kerülnek majd mind egy helyre, a Szigetre. A hat ember: James "Sawyer" Ford (szülei temetése után látogatja meg Jacob 1976-ban, gyerekkorában), Kate Austen (1980-as évek végi látogatás, a szintén fiatal Kate-tel találkozik), Jin Soo-Kwon és Sun Hwa-Kwon (esküvőjükön találkozik velük), John Locke (2000-ben John Locke-ot apja kilöki egy irodaház ablakán, Jacob pedig megérinti, amitől magához tér, talán Jacob támasztotta fel), Hugo "Hurley" Reyes (2007-ben találkozik vele egy taxiban, Hurleyt a Szigetre irányítja), Sayid Jarrah (2005-ben, egy zebrai átkelés közben tájékozódáshoz kér tőle segítséget Jacob. Az úttesten Sayid menyasszonya Nadja autóbaleset áldozata lesz) és Jack Shephard (abban a kórházban látogatja meg, ahol ő és apja is dolgoztak).
Ismeretlen időpontban Jacob meglátogat egy orosz kórházban egy Ilana nevű, erősen sérült, masszív kötésekkel ellátott nőt, és megkéri a maradék hat Jelölt (eredetileg: Candidate) életének védelmére. Ezen találkozó után Ilana csodálatos módon nagy hirtelenséggel gyógyult meg.
A Többiek egyik erősen védett rejtekhelye a "Templom", az ott tartózkodó emberek vezetője egy Dogen nevű ázsiai férfi, aki elmondja, hogy egy autóbalesetben megsérült a fia. Élet és halál között lebegett, mikor Jacob meglátogatta, és elmondta neki, hogy meg tudja menteni, de ahhoz Dogennek munkát kell vállalnia a Szigeten. Dogen elfogadta Jacob ajánlatát.
Mikor az Ajira 316-os járat lezuhan a Szigetre 2007-ben, a látszólag feltámadt Locke (aki valójában Cerberus) ismét tervet eszel ki, hogy megölje Jacobot. A szoborláb alá (Jacob menedéke, egy egyiptomi hieroglifákkal díszített építmény, egy hatalmas, Taweretet mintázó kőszobor. Taweret ókori egyiptomi istennő, a születés, és az újjászületés istennője.) vezeti Ben Linust, aki kérdőre vonja Jacobot, hogy miért nem láthatta őt soha, miért csak Richard volt kivételezett helyzetben, míg ő annyi áldozatot hozott a Szigetért. Jacob alig méltatja válaszra, a felindult Ben pedig leszúrja Jacobot, akinek utolsó szava a "Jönnek..." volt. Az Ál-Locke Jacob holttestét a kőpadló közepén lobogó tűzbe rúgja.
Jacob számtalanszor megjelent Hurleynek halála után, s utasításokkal látta őt el. Elvezette őt és Jacket egy Világítótoronyhoz. Ennek a tervének az volt a lényege, hogy Jack rájöjjön, mennyire fontos is valójában potenciális Jelöltként; Jacob holtan is befolyással bír az eseményekre.
Az utolsó évad finálé előtti részében összegyűjti, és felvilágosítja a Jelölteket arról, hogy miért vannak a Szigeten, és hogy az ő hibája az, amit az ő méltó utódának helyre kell hoznia, ő az oka Cerberusnak, és minden szörnyűségnek, ami a Szigeten történik. Elmondja, hogy óriási veszélyben vannak mind, s valakinek vállalnia kell a feladatot, hogy megvédi a Szigetet. Jack önként ajánlja fel segítségét, így ő lesz Jacob utóda, a Sziget védelmezője. Ez Jacob utolsó feltűnése a sorozatban.

## Hurley találkozása Jacobbal
A 4. évad első részében a Többieket elintéző csapat visszafelé tart a tengerparttól, Hurley ekkor marad le és téved el, majd a suttogó hangok kíséretében Jacob kunyhójába botlik. Hurley benéz a régi ház ablakán, s Jacob karosszékében Jack apja, Christian Shephard ül. A következő pillanatban felbukkan egy alig látható arc az ablaknál (talán Jacob?) és Hurley hátraesik. Ezután bizonyosodhatunk meg afelől, hogy Jacob kunyhója változtatja a helyét.

## Locke találkozása Jacobbal
A 4. évad 11. részében Locke, Ben és Hurley megkeresik Jacob kunyhóját, hogy tanácsot kérjenek tőle, mivel a sziget veszélyben van a katonák miatt. Mikor Locke egyedül tér be a kis házba, megpillantja a "szellem" körvonalát, majd amikor az közelebb hajol Jack apja, Christian arca tűnik ki a sötétből. A szobában ott tartózkodik Christian lánya -Jack mostohatestvére-, Claire is, akit a korábbi epizódokban úgy tűnt, elrabolt a dzsungelben. Lock később kijön a kunyhóból, majd közli Bennel és Hurley-jel, mit javasolt Jacob: mozdítsák el a szigetet.